# Borge kommun, Østfold
Borge kommun (norska: Borge kommune) var en kommun i Østfold fylke i sydöstra Norge. Kommunen omfattade den östra delen av nuvarande Fredrikstads kommun (ett område öster om staden Fredrikstad). Orten Sellebakk utgjorde kommunens centralort.
Polarforskaren Roald Amundsen föddes i Borge den 16 juli 1872.

## Administrativ historik
Borge kommun upprättades den 1 januari 1838 (som Borge formannskapsdistrikt) när Formannskapslovene från 1837 trädde i kraft.
Den 1 januari 1910 bröts Torsnes kommun ut ur kommunen som då minskade från 8 004 invånare före delningen till 6 466 invånare efter.
1951 överfördes ett bebott område (med 53 invånare) från Borge kommun till Fredrikstads kommun.
Den 1 januari 1964 gick huvuddelen av Torsnes kommun upp i Borge kommun. Samtidigt fördes en del av Borge kommun (fastigheterna  Gansrød och Ulfeng med 30 invånare) över till Fredrikstads kommun. Kommunens hade efter det 9 219 invånare.
Den 1 januari 1994 gick Borge kommun, tillsammans med kommunerna Kråkerøy, Onsøy och Rolvsøy, upp i Fredrikstads kommun. Kommunens hade då 11 959 invånare.

## Kommunvapen
Blasonering: Rødt med gull skjoldhode dannet ved tindesnitt.
(I rött fält en genom tinnskura bildad ginstam av guld.)
Kommunvapnet godkändes genom kunglig resolution den 18 juli 1980. Tinnskuran ger illusionen av en borgmur. Motivet är på så sätt en heraldisk illustration av namnet Borge, ett namn som i sin tur kan syfta på gamla borgar i området.